# Ghédalia Tazartès

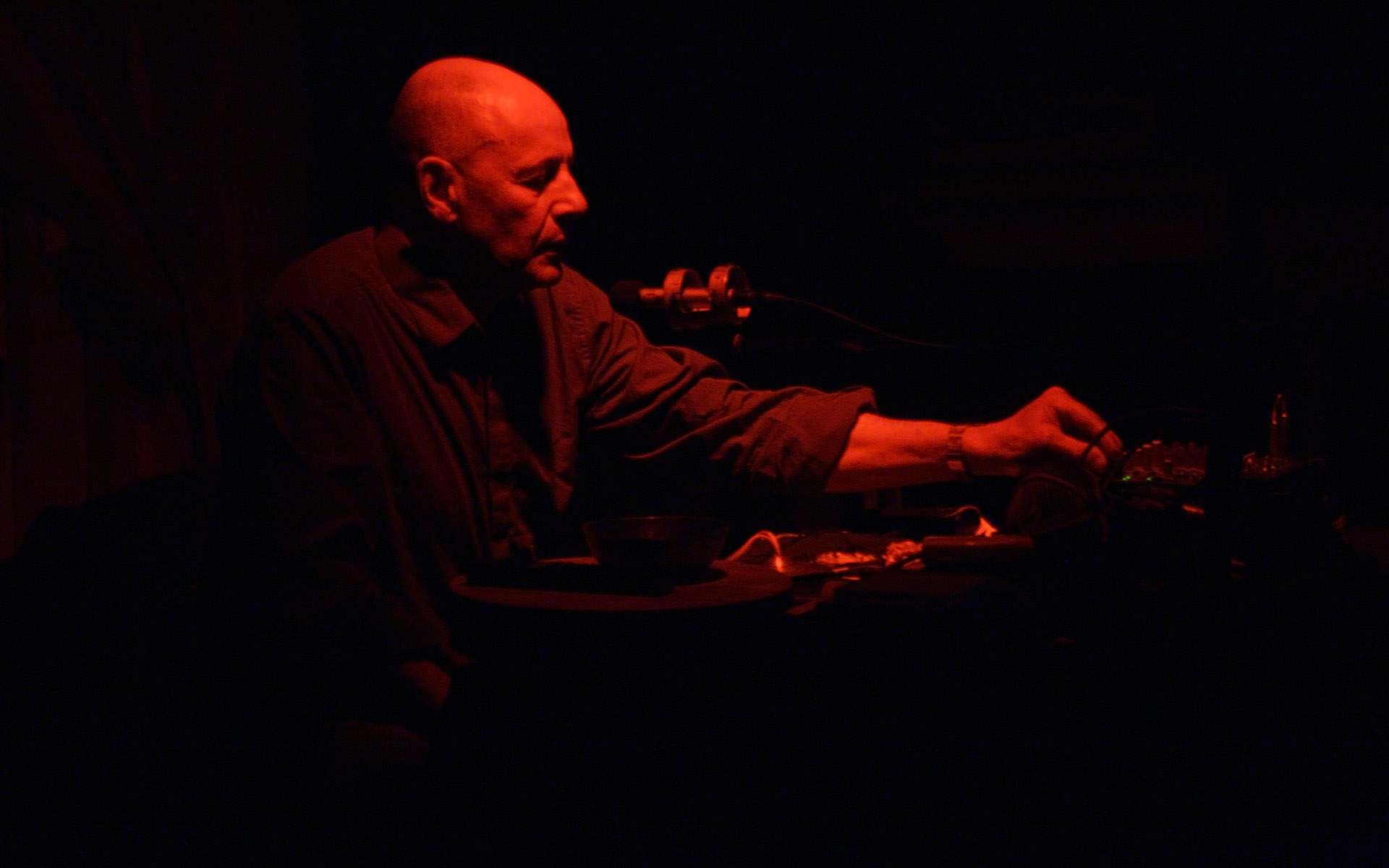
Ghédalia Tazartès beim Ulrichsberger Kaleidophon 2012

Ghédalia Tazartès (* 12. Mai 1947 in Paris; † 9. Februar 2021 ebenda) war ein französischer Experimental-Musiker.

## Leben
Ghédalia Tazartès wurde in den 1970er Jahren als Experimentalmusiker aktiv. Er spielte seine Stücke alleine ein, sang selbst und manipulierte am Bandgerät. Er spielte nur selten Auftritte, aber konnte mit dem Vertonen von Filmen und Theaterstücken seinen Lebensunterhalt bestreiten.
Ab 2004 erfolgten eine Reihe von Liveauftritten, in den letzten Lebensjahren auch in Duo- oder Triobesetzungen.

## Musikalischer Stil
Tazartès musikalischer Stil war vor allem durch den Einsatz seiner Stimme geprägt. Seine Werke entziehen sich gängiger Beschreibungen und bewegen sich zwischen Musique concrète, Dada und Lautpoesie.

## Diskografie (Auswahl)
- 1979: Diasporas
- 1980: Tazartès' Transports
- 1983: Gesang auf dem Album La Ronde von Michel Chion
- 1984: Une Éclipse Totale De Soleil
- 1985: Kompilation: Assemblée Générale 5
- 1987: Tazartes
- 1997: Voyage A L'Ombre
- 1998: Transports
- 2001: Kompilation: Erratum
- 2004: Diasporas / Tazartès (Rerelease)
- 2006: 5 Rimbaud 1 Verlaine
- 2006: Les Danseurs De La Pluie
- 2006: Check point charlie
- 2007: Jeanne (Musik für ein Theater-Stück)

## Filmografie
Als Schauspieler
- 1977: Mon coeur est rouge
- 1996: Court toujours: L'inconnu

Als Komponist
- 1991: Filmmusik für Le Petit chat est mort
- 1993: Filmmusik für Total!
- 1993: Filmmusik für Moi Ivan, toi Abraham
- 1996: Filmmusik für Jeunesse Sans Dieu